# Итикава, Райдзо
Райдзо Итикава (яп. 市川雷蔵),  сценическое имя актёра кабуки — Итикава Райдзо VIII (яп. 市川雷蔵 (8代目), Hachidaime Ichikawa Raizō); 29 августа 1931, Киото — 17 июля 1969, Токио — японский актер кино и театра кабуки. С рождения имел официальное имя Акио Камэдзаки (яп. 亀崎章雄 , Kamezaki Akio), однако впоследствии дважды его менял, сначала на Ёсио Такэути (яп. 武内嘉男 , Takeuchi Yoshio), а затем на Ёсия Ота (яп. 太田吉哉 , Ōta Yoshiya). Он был красивой звездой, снимавшийся в основном в исторических драмах с середины 1950-х по конец 1960-х годов. Умер молодым от болезни в возрасте 37 лет. Его карьера охватывала период от расцвета японской киноиндустрии до ее упадка. 

## Биография

### Ранние годы. Появление на сцене театра Кабуки
Отец будущего актёра Мацутаро был офицером Имперской армии и к моменту появления на свет своего наследника как раз проходил воинскую службу вдали от дома. Беременная жена Томихиса, оставшаяся в доме его родителей, подверглась гонениям и нападкам со стороны его семьи, вследствие чего оставила этот дом и переехала жить к своим родителям, где и родила Райдзо. К тому времени она уже разошлась с мужем, поэтому решила воспитывать Райдзо сама. Однако вскоре шурин её мужа, актёр кабуки Итикава Кудандзи III начал настаивать, чтобы она отдала ему Райдзо в усыновление. Поначалу она отказывалась, но, в конце концов, согласилась, и Кудандзи официально усыновил шестимесячного Райдзо, дав ему имя Ёсио Такэути. Только в 16 лет Райдзо узнал, что это не его родной отец, а с родной матерью встретился только в 30. Спустя два года после усыновления мальчика, Итикава Кудандзи III переехал с семьёй из Киото в Осаку, где Райдзо начал посещать начальную школу Момогаока, затем учился в неполной средней школе Тэннодзи, которую покинул в 1946 году, выбрав актёрскую карьеру. 
В ноябре 1946 года он впервые появился на сцене театра Кабукидза в Осаке под именем Итикава Эндо II (это было прежнее имя его названного отца Кудандзи). Однако, поскольку он не принадлежал к престижному семейному клану Кабуки, ему не давали хороших ролей. В театральном мире Кабуки семейное положение имеет важное значение, поэтому в мае 1949 года Райдзо сформировал театральную учебную группу «Цукусикай», в которую вошли ещё два молодых актёра, которые  были в такой же ситуации: Рисьо Араси (впоследствии известный в театре кабуки как Араси Китисабуро VIII, а в кино — как Ятаро Китагами), а также Накамура Таро II. Он улучшил свои актерские навыки. В том же году он принял участие в первом представлении ортодоксальной труппы «Такэти Кабуки» под руководством режиссёра Такэти Тэцудзи. Такэти разглядел его талант и назначил ему строгую подготовку, и он постепенно начал выделяться. Именно Такэти Тэцудзи сделал многое для продвижения Райдзо в театральной среде Кабуки. Такэти узнал о желании бездетного Итикавы Дзюкая III (яп. 3代目 市川壽海, Sandaime Ichikawa Jukai ) усыновить Райдзо. Далее благодаря помощи общих друзей Такэти удалось устроить усыновление, которое оформили в апреле 1951 года, а в июне в осакском театре Кабуки состоялась церемония принятия имени Итикава Райдзо VIII. После второго усыновления Райдзо снова, и теперь уже окончательно, сменил и официальное имя на Ёсия Ота. Это был выбор самого Райдзо, верившего во влияние имени на судьбу.
Из-за политики его нового приёмного отца Дзюкая, придерживавшегося правила не давать главные роли молодым актёрам, Райдзо получал только роли второстепенных персонажей. Райдзо был очень недоволен отношением к себе, и был взбешен тем, что в июне 1954 года в осакском театре Кабуки ему поручили роль идиота без единой реплики в спектакле «Коя Хидзири». Именно по этой причине Райдзо решил перейти с театральной сцены на киноэкран. 

### Карьера в кино
Ещё в 1953 году кинокомпания «Дайэй» сделала ему предложение сниматься в кино, но он был осторожен и не принял это решение сразу, а согласился на это только в следующем году. В тот период своей жизни он был прыщавым молодым человеком в очках и выглядел как обычный офисный работник. И он сам, и «Дайэй» не были уверены, — получится ли из него «кинозвезда»? Сообщалось, что продюсер, который пытался найти актёра в театре Кабуки, выразил своё разочарование, сказав позже «Я никогда не мог себе представить, что Райдзо станет такой большой звездой». Тем не менее, после огорчительных для него второплановых ролей в осакском театре, Райдзо решил навсегда оставить мир кабуки и принял предложение кинокомпании «Дайэй», которая намеревалась позиционировать его как ведущего актера в своих исторических драмах. 
Райдзо дебютировал главной ролью в ленте «Отряд Белые Тигры» режиссёра Кацухико Тасаки (1954), а его  будущий соперник на студии Синтаро Кацу дебютировал в этом же фильме в роли второго плана. Первой удачной работой на киноэкране принято считать его роль Киёмори в фильме Кэндзи Мидзогути «Новая повесть о доме Тайра» (1955). Следующей удачей для Итикавы стало приглашение режиссёра Кона Итикавы на главную роль в киноленте по сценарию Юкио Мисимы «Пламя» (1958). Однако, для руководства студии было немыслимым, чтобы Райдзо, которого продвигают как актёра-красавчика, сыграл бы роль заикающегося монаха, поджёгшего храм – национальное достояние и покончил жизнь самоубийством. Поэтому боссы кинокомпании резко выступили против появления Райдзо в этом проекте. Но, молодой актёр сумел уговорить высшее руководство компании и настоял на своём участии. Его страстная игра была отмечена кинопремиями «Кинэма Дзюмпо» и «Голубая лента», сделав его солидной звездой того времени. Райдзо позднее ещё дважды работал с режиссёром Коном Итикавой: фильмы «Сын» («Бонти», 1960) и «Нарушенный завет» (1962), в которых он также продемонстрировал глубину своего актёрского мастерства. 
В последние пять лет своей жизни и карьеры Райдзо Итикава много снимался в киносериалах. 12 фильмов серии «Нэмури Кёсиро», 8 кинофильмов из серии «Ниндзя» (Синоби-но моно), из серии «Молодой босс» также 8 лент, плюс 6 фильмов «Разведшкола Накано» - всего 33, что составляет одну пятую от общего числа работ Райдзо в кинематографе. 

### Последние два года жизни и преждевременная смерть
В июне 1968 года он потерял сознание во время съёмок, после чего Райдзо обратился к врачу из-за кровавого стула и вскоре был госпитализирован. Результаты его обследований явно указывали на рак прямой кишки, но диагноз не был сообщен самому Райдзо. 10 августа Райдзо перенес операцию и был выписан из больницы, но его семья получила прогноз от врача, в котором говорилось, что у Райдзо «возникнет рецидив примерно через полгода». Выписавшись из больницы, Райдзо снялся в ещё в двух фильмах, но его физические силы быстро таяли. В феврале 1969 года, жалуясь на физическое недомогание, Райдзо снова был госпитализирован. После второй операции он был настолько слаб, что не мог глотать суп. Райдзо Итикава умер несколько месяцев спустя, 17 июля, от рака печени в возрасте 37 лет. Похороны состоялись 23 июля в храме Икегами Хонмон-дзи в районе Ота в Токио. Сначала при этом же храме была его могила, однако впоследствии её перенесли в храм Куон-дзи в префектуре Яманаси.

### Личная жизнь
27 марта 1962 года, сразу после окончания съемок фильма «Нарушенный завет», он женился на Кёко Тода (позже, по настаянию Райдзо, сменившей имя на Масако Ота), приемной дочери президента кинокомпании «Дайэй» Масакадзу Нагаты. У них было трое детей. Райдзо просил Масако «никогда не выставлять жизнь семьи на обозрение общественности» и она продолжала отклонять просьбы говорить о своём муже даже после его смерти. Однако, в 2009 году, спустя 40 лет после его смерти, она опубликовала мемуары под названием «Любовное письмо моему мужу, Райдзо Итикаве, сорок лет спустя» в специальном выпуске журнала Bungeishunju за май 2009 года.

### Награды
- Январь 1959: «Кинэма Дзюмпо» — премия за лучшее исполнение главной мужской роли в фильме «Пламя»
- Февраль 1959: «Голубая лента» — премия за лучшее исполнение главной мужской роли в фильмах «Пламя» и «Бэнтэн Кодзо»
- Февраль 1959: NHK Film — премия за лучшее исполнение главной мужской роли в фильмах «Пламя» и «Бэнтэн Кодзо»
- Сентябрь 1959: итальянский киножурнал Cinema Nuovo (премия вручалась в рамках Венецианского кинофестиваля) — премия за лучшее исполнение главной мужской роли в фильме «Пламя»
- Ноябрь 1964 года: Киотский кинофестиваль — премия за лучшее исполнение главной мужской роли в фильме «Меч»
- Февраль 1967: NHK Film – премия за лучшее исполнение главной мужской роли в фильме «Жена Сэйсю Ханаока»
- Февраль 1967: «Кинэма Дзюмпо» — премия за лучшее исполнение главной мужской роли в фильме «Жена Сэйсю Ханаока»
- Ноябрь 1968: Киотский кинофестиваль – премия за лучшее исполнение главной мужской роли в фильме «Жена Сэйсю Ханаока»
- Ноябрь 1969: Киотский кинофестиваль – премия им. Сёдзо Макино

## Фильмография
Жёлтым цветом выделены фильмы, которые можно найти в сети с русским переводом
| Фильмография актёрских работ Райдзо Итикавы | Фильмография актёрских работ Райдзо Итикавы                     | Фильмография актёрских работ Райдзо Итикавы | Фильмография актёрских работ Райдзо Итикавы      | Фильмография актёрских работ Райдзо Итикавы     | Фильмография актёрских работ Райдзо Итикавы | Фильмография актёрских работ Райдзо Итикавы |
| Год                                         | Русское название                                                | Оригинальное название                       | Транслитерация по системе Поливанова             | Английское название в международном прокате     | Режиссёр                                    | Роль                                        |
| ------------------------------------------- | --------------------------------------------------------------- | ------------------------------------------- | ------------------------------------------------ | ----------------------------------------------- | ------------------------------------------- | ------------------------------------------- |
| 1950-е годы                                 |                                                                 |                                             |                                                  |                                                 |                                             |                                             |
| 1954                                        | «Отряд Белые Тигры»                                             | 花の白虎隊                                  | Хана-но бяккотай                                 | The Great White Tiger Platoon                   | Кацухико Тадзака                            | Дзюнноскэ Синохара                          |
| 1954                                        | «Дела Хэйдзи Дзэнигаты: Повелитель призраков»                   | 銭形平次捕物控 幽霊大名                     | Дзенигата Хэйдзи Торимоно-Хикаэ: Юрэи даймё      | Zenigata Heiji: Ghost Lord                      | Мицуо Хироцу                                | Сэнноскэ Канамори                           |
| 1954                                        | «Принцесса Сэн»                                                 | 千姫                                        | Сэн-химэ                                         | The Princess Sen                                | Кэйго Кимура                                | Хидэёри Тоётоми                             |
| 1954                                        | «Онацу и Сэйдзюро»                                              | 歌ごよみ お夏清十郎                         | Утагоёми Онацу Сэйдзюро                          | Onatsu and Seijuro                              | Тайдзо Фуюсима                              | Сэйдзюро                                    |
| 1954                                        | «Молодой мечник»                                                | 潮出来島 美男剣法                           | Сиоде кусима бинан кэмпо                         | The Young Swordsman                             | Кимиёси Ясуда                               | Китахара                                    |
| 1955                                        | «Второй сын»                                                    | 次男坊鴉                                    | Дзинанбо гарасу                                  | The Second Son                                  | Мицуо Хироцу                                | Рэйдзо                                      |
| 1955                                        | «Мировой судья»                                                 | 次男坊判官                                  | Дзинанбо ханган                                  | The Magistrate                                  | Бин Като                                    | Кинсиро Тояма                               |
| 1955                                        | «Молодой лорд»                                                  | 鬼斬り若様                                  | Оникири вакасама                                 | The Young Lord                                  | Кимиёси Ясуда                               | Тёситиро Мацудайра                          |
| 1955                                        | «Может ли роза совершить путешествие» («Великий администратор») | 薔薇はいくたびか                            | Бара ва икутаби ка                               | A Girl Isn’t Allowed to Love                    | Тэйноскэ Кинугаса                           | Софу Ямамура                                |
| 1955                                        | «Танцовщица и два воина»                                        | 踊り子行状記                                | Одорико гёдзо:ки                                 | The Dancer and the Two Warriors                 | Кимиёси Ясуда                               | Самоноскэ Андо                              |
| 1955                                        | «Магический воин»                                               | 綱渡り見世物侍                              | Цунаватори мисэмоно самурай                      | The Magical Warrior                             | Бин Като                                    | Тикаратаро                                  |
| 1955                                        | «Новая повесть о доме Тайра»                                    | 新・平家物語                                | Син хэйкэ моногатари                             | New Tales of the Taira Clan                     | Кэндзи Мидзогути                            | Киёмори                                     |
| 1955                                        | «Элегия Ироха»                                                  | いろは囃子                                  | Ироха баяси                                      | Iroha Elegy                                     | Бин Като                                    | Хэйтаро                                     |
| 1955                                        | «Вор и судья»                                                   | 怪盗と判官                                  | Кайто: то ханган                                 | The Thief and the Magistrate                    | Бин Като                                    | Кансиро Тояма                               |
| 1956                                        | «Перелётные птицы в цветах»                                     | 花の渡り鳥                                  | Хана-но ватаридори                               | Migratory Birds of the Flowers                  | Кацухико Тадзака                            | Сакити                                      |
| 1956                                        | «Боевой путь Матасиро»                                          | 又四郎喧嘩旅                                | Матасиро: кэнка таби                             | Matashiro's Fighting Journey                    | Кацухико Тадзака                            | Матасиро Сасай                              |
| 1956                                        | «Тайная история клана Ягю»                                      | 柳生連也斎 秘伝月影抄                       | Ягю: рэн'ясай хидэнцуки кагэсо:                  | Hidden Story of the Yagyu Clan                  | Кацухико Тадзака                            | Хёскэ Ягю                                   |
| 1956                                        | «Ворон Асатаро»                                                 | 浅太郎鴉                                    | Асатаро: карасу                                  | Asataro the Crow                                | Кэндзи Мисуми                               | Асатаро Итавари                             |
| 1956                                        | «Боевые птицы»                                                  | 喧嘩鴛鴦                                    | Кэнка Осидори                                    | The Fighting Birds                              | Кацухико Тадзака                            | Хатиро                                      |
| 1956                                        | «Цветочные братья»                                              | 花の兄弟                                    | Хана-но кёдай                                    | The Flower Brothers                             | Кэндзи Мисуми                               | Ханкуро                                     |
| 1956                                        | «Цветочный капюшон»                                             | 花頭巾                                      | Хана дзукин                                      | The Flowery Hood                                | Кацухико Тадзака                            | Гэнтаро Янами                               |
| 1956                                        | «Дела Хэйдзи Дзэнигаты: Паук с человечьей кожей»                | 銭形平次捕物控 人肌蜘蛛                     | Дзэнигата Хэйдзи торимоно-но хикаэ хитохада гумо | Notebooks of Heiji Zenigata: Spider on the Skin | Кадзуо Мори                                 | Синдзиро                                    |
| 1956                                        | «Хроники путешествий Ядзи и Кита»                               | 弥次喜多道中記                              | Ядзи-Кита до:тю ки                               | Record of Yaji and Kita on the Road             | Торадзиро Сайто                             | Ядзиробэй                                   |
| 1956                                        | «Цукигата Ханпэйта»                                             | 月形半平太 花の巻 嵐の巻                    | Цукигата Ханпэйта хана-но маки араси-но маки     | Hanpeita Tsukigata                              | Тэйноскэ Кинугаса                           | Тацума Хаясэ                                |
| 1956                                        | «Цветочный капюшон 2»                                           | 続花頭巾                                    | Дзоку хана дзукин                                | The Flowery Hood Part II                        | Кацухико Тадзака                            | Гэнтаро Янами                               |
| 1956                                        | «Борьба с огнём»                                                | あばれ鳶                                    | Абарэ тонби                                      | Fighting Fire Fighter                           | Кадзуо Мори                                 | Гэнта                                       |
| 1956                                        | «Соломенная шляпа Гомпати»                                      | 編笠権八                                    | Амигаса Гомпати                                  | 'Woven Hat' Gonpachi                            | Кэндзи Мисуми                               | Гомпатиро Сига                              |
| 1957                                        | «Студия Daiei кипит жизнью» (к/м, док.)                         | スタジオはてんやわんや                      | Сутадзио ва тэн'яван'я                           | Daiei Studio is Bustling                        | Нобухико Хамано                             | участие в проекте                           |
| 1957                                        | «Осакская повесть»                                              | 大阪物語                                    | О:сака моногатари                                | An Osaka Story                                  | Кодзабуро Ёсимура                           | Кэйдзабуро                                  |
| 1957                                        | «Любовь принцессы» («Ворота Судзаку»)                           | 朱雀門                                      | Судзакумон                                       | Love of the Princess                            | Кадзуо Мори                                 | Арисугава                                   |
| 1957                                        | «Повесть о Гэндзи: Укифунэ»                                     | 源氏物語 浮舟                               | Укифунэ                                          | Floating Vessel                                 | Тэйноскэ Кинугаса                           | принц Ниомия                                |
| 1957                                        | «Письмо с призывом к бою для 29 человек»                        | 二十九人の喧嘩状                            | Нидзюкю-нин-но кэнка дзё                         | Fighting Letter for 29 People                   | Кимиёси Ясуда                               | Кира-но Ниёси                               |
| 1957                                        | «Дорожная шляпа Ятаро»                                          | 弥太郎笠                                    | Ятаро: гаса                                      | Yataro's Travel Hat                             | Кадзуо Мори                                 | Ятаро                                       |
| 1957                                        | «Тэнгу Мангоро»                                                 | 万五郎天狗                                  | Мангоро: тэнгу                                   | Mangoro the Goblin                              | Кадзуо Мори                                 | Мангоро Токугава                            |
| 1957                                        | «Аллея молний»                                                  | 稲妻街道                                    | Инадзума кайдо:                                  | Thunder Road                                    | Кадзуо Мори                                 | Хантаро                                     |
| 1957                                        | «Тайна Наруто»                                                  | 鳴門秘帖                                    | Наруто хитё                                      | Secret of Naruto                                | Тэйноскэ Кинугаса                           | Рютаро Инуи                                 |
| 1957                                        | «Огненный паланкин»                                             | 鬼火駕籠                                    | Ониби каго                                       | Demonfire Palanquin                             | Мицуо Хироцу                                | Цукитаро                                    |
| 1957                                        | «Самурай Момотаро»                                              | 桃太郎侍                                    | Момотаро замурай                                 | The Demon Crusader                              | Кэндзи Мисуми                               | Момотаро                                    |
| 1958                                        | «Принцесса Цуки»                                                | 月姫系図                                    | Цукихимэ кэйдзу                                  | Princess Tsuki                                  | Минору Ватанабэ                             | Синтаро Сакаи                               |
| 1958                                        | «Великолепная пятёрка»                                          | 遊侠五人男                                  | Ю:кё гонин отоко                                 | The Magnificent Five                            | Бин Като                                    | Хэйдзабуро Цумаки                           |
| 1958                                        | «Заклинание Ханатаро»                                           | 花太郎呪文                                  | Ханатаро: дзюмон                                 | Hanataro's Spell                                | Кимиёси Ясуда                               | Сансиро Кагами                              |
| 1958                                        | «47 преданных ронинов» («Тюсингура»)                            | 忠臣蔵                                      | Тюсингура                                        | The Loyal 47 Ronin                              | Кунио Ватанабэ                              | Такуминоками Асано                          |
| 1958                                        | «Оставьте путешествие причудливому ветру»                       | 旅は気まぐれ風まかせせ                      | Таби ва кимагурэ кадзэмакасэ сэ                  | Leave the Journey to the Whimsical Wind         | Кацухико Тадзака                            | Гэнта                                       |
| 1958                                        | «Человек, который ставит на карту свою жизнь»                   | 命を賭ける男                                | Иноти о какеру отоко                             | A Man Who Stakes His Life                       | Бин Като                                    | Дзюродзаэмон Мидзуно                        |
| 1958                                        | «Седьмой тайный посланник»                                      | 七番目の密使                                | Нанабаммэ-но мисси                               | The 7th Secret Messenger                        | Кадзуо Мори                                 | Сакон Бан                                   |
| 1958                                        | «Ванна для лисицы»                                              | 女狐風呂                                    | Мэгицунэ буро                                    | The Female Fox Bath                             | Кимиёси Ясуда                               | детектив Бункити                            |
| 1958                                        | «Свистящий меч»                                                 | 人肌孔雀                                    | Хитохада кудзяку                                 | The Swishing Sword                              | Кадзуо Мори                                 | Симпати Насу                                |
| 1958                                        | «Пламя»                                                         | 炎上                                        | Эндзё                                            | Conflagration                                   | Кон Итикава                                 | Гоити Мидзогути                             |
| 1958                                        | «Нитирэн и великое вторжение монголов»                          | 日蓮と蒙古大襲来                            | Нитирэн то моко дайсюрай                         | Nichiren and the Great Mongol Invasion          | Кунио Ватанабэ                              | Токимунэ Ходзё                              |
| 1958                                        | «Тайное искусство мечника»                                      | 濡れ髪剣法                                  | Нурэгами кэмпо:                                  | Wet hair fencing                                | Бин Като                                    | Гэнноскэ Мацудайра                          |
| 1958                                        | «Засада на перевале Ига»                                        | 伊賀の水月                                  | Ига-но суйгэцу                                   | Ambush at Iga Pass                              | Кунио Ватанабэ                              | Оутики Хонда                                |
| 1958                                        | «Бэнтэн Кодзо»                                                  | 弁天小僧                                    | Бэнтэн Кодзо                                     | The Gay Masquerade                              | Дайскэ Ито                                  | Бэнтэн Кодзо Кикуносукэ                     |
| 1958                                        | «Кот-монстр»                                                    | 化け猫御用だ                                | Бакэ нэко гоёда                                  |                                                 | Токудзо Танака                              | камэо                                       |
| 1959                                        | «Пион во плоти»                                                 | 人肌牡丹                                    | Хитохада ботан                                   | Peony on the Skin                               | Кадзуо Мори                                 | Гэндзабуро Такакусу                         |
| 1959                                        | «Слухи об Ютаро»                                                | 遊太郎巷談                                  | Ютаро: кёдан                                     |                                                 | Кацухико Тадзака                            | Ютаро / его отец Мия                        |
| 1959                                        | «Принцесса-змея»                                                | 蛇姫様                                      | Хэбихимэсама                                     | The Snake Princess                              | Кунио Ватанабэ                              | Сэнтаро                                     |
| 1959                                        | «Молодые годы правителя Нобунаги»                               | 若き日の信長                                | Вакаки хи-но Нобунага                            | Lord Nobunaga's Early Days                      | Кадзуо Мори                                 | Нобунага                                    |
| 1959                                        | «Китидзо Одзё»                                                  | お嬢吉三                                    | Одзё-китидза                                     | Kichizo Ojo                                     | Токудзо Танака                              | Китидзо Одзё                                |
| 1959                                        | «Нагамаса Ямада: Королевский меч»                               | 山田長政 王者の剣                           | Ямада нагамаса одзя-но цуруги                    | The Gaijin                                      | Бин Като                                    | Камхенг                                     |
| 1959                                        | «Тысяча летящих журавлей»                                       | 千羽鶴秘帖                                  | Сэмбадзуру хитё                                  | A Thousand Flying Cranes                        | Кэндзи Мисуми                               | Хандзиро                                    |
| 1959                                        | «Дзиротё Фудзи» («Дзиротё на горе Фудзи»)                       | 次郎長富士                                  | Дзиротё Фудзи                                    | Jirocho at Mount Fuji                           | Кадзуо Мори                                 | Никити из клана Кира                        |
| 1959                                        | «Внезапное нападение Дзян Аримы»                                | ジャン・有馬の襲撃                          | Дзян арима-но сюгэки                             | Juan Arima’s Surprise Attack                    | Дайскэ Ито                                  | Харунобу Арима                              |
| 1959                                        | «Лорд и игрок»                                                  | 濡れ髪三度笠                                | Нурэгами сандогаса                               | The Lord and the Gambler                        | Токудзо Танака                              | Хандзиро                                    |
| 1959                                        | «Изображение жаркого дня»                                       | かげろう絵図                                | Кагэро эдзу                                      | Stop the Old Fox                                | Тэйноскэ Кинугаса                           | Синноскэ Симада                             |
| 1959                                        | «Вишнёвый цвет» («Кровная месть», «Месть самурая»)              | 薄桜記                                      | Хакуо:ки                                         | Samurai Vendetta                                | Кадзуо Мори                                 | Нориёси Тангэ                               |
| 1959                                        | «Принцесса говорит "Нет"» («Плавающая треугольная шляпа»)       | 浮かれ三度笠                                | Укарэ сандо-гаса                                 | The Princess Says No                            | Токудзо Танака                              | Ёитиро Мацудайра                            |
| 1959                                        | «Заколдованная принцесса»                                       | 初春狸御殿                                  | Хацухару тануки готэн                            | Enchanted Princess                              | Кэйго Кимура                                | Танукитиро                                  |
| 1960-е годы                                 |                                                                 |                                             |                                                  |                                                 |                                             |                                             |
| 1960                                        | «Два Мусаси»                                                    | 二人の武蔵                                  | Футари-но Мусаси                                 | Two Musashis                                    | Кунио Ватанабэ                              | Мусаси Окамото                              |
| 1960                                        | «Миссия выполнена»                                              | 濡れ髪喧嘩旅                                | Нурэ ками кэнка таби                             | Mission Accomplished                            | Кадзуо Мори                                 | Дэндзи                                      |
| 1960                                        | «Призрачные золотые монеты»                                     | 幽霊小判                                    | Юрэй кобан                                       | Ghost Koban                                     | Акира Иноуэ                                 | приглашённый гость / камео                  |
| 1960                                        | «Сын»                                                           | ぼんち                                      | Бонти                                            | Son                                             | Кон Итикава                                 | Кикудзи                                     |
| 1960                                        | «Демон горы Оэ»                                                 | 大江山酒天童子                              | О:э-яма сютэн-додзи                              | The Demon of Mount Oe                           | Токудзо Танака                              | Ёримицу                                     |
| 1960                                        | «Бумажный фонарь»                                               | 歌行燈                                      | Ута андон                                        | The Song Lantern                                | Тэйноскэ Кинугаса                           | Китахати Онти                               |
| 1960                                        | «Дзиротё Фудзи 2»                                               | 続次郎長富士                                | Дзоку дзиротё фудзи                              | Jirocho Fuji 2: Jirocho The Chivalrous          | Кадзуо Мори                                 | Тоитиро Ямагами                             |
| 1960                                        | «Шрамы Ёсабуро»                                                 | 切られ与三郎                                | Кирарэ Ёсабуро:                                  | Scar Yosaburo                                   | Дайскэ Ито                                  | Ёсабуро                                     |
| 1960                                        | «Священник и красавица»                                         | 安珍と清姫                                  | Антин то Киёхимэ                                 | The Priest and the Beauty                       | Кодзи Сима                                  | Антин                                       |
| 1960                                        | «Перевал Великого Будды»                                        | 大菩薩峠                                    | Дайбосацу то:гэ                                  | Satan's Sword                                   | Кэндзи Мисуми                               | Рюноскэ Цукуэ                               |
| 1960                                        | «Отчёт о поведении лорда Таданао»                               | 忠直卿行状記                                | Таданао кё гёдзёки                               | Lord Tadanao                                    | Кадзуо Мори                                 | Таданао Мацудайра                           |
| 1960                                        | «Роза даймё»                                                    | 薔薇大名                                    | Бара даймё                                       | The Rose Daimyo                                 | Кадзуо Икэхиро                              | приглашённая звезда / камео                 |
| 1960                                        | «Перевал Великого Будды: Бог-Дракон»                            | 大菩薩峠 竜神の巻                           | Дайбосацу то:гэ: рюдзин но маки                  | Satan's Sword II                                | Кэндзи Мисуми                               | Рюноскэ Цукуэ                               |
| 1961                                        | «Бродячие оборотни»                                             | 花くらべ狸道中                              | Ханакурабэ тануки дотю                           | Tanuki Vagabonds                                | Токудзо Танака                              | Райкити Тануки                              |
| 1961                                        | «Пион с мокрыми волосами»                                       | 濡れ髪牡丹                                  | Нурэгами ботан                                   | Fantastico                                      | Токудзо Танака                              | Хётаро                                      |
| 1961                                        | «Любитель женщин»                                               | 好色一代男                                  | Ко:сёку итидай отоко                             | A Lustful Man                                   | Ясудзо Масумура                             | Ёноскэ                                      |
| 1961                                        | «Песня о Садо» («Давай споём об Окэсе»)                         | おけさ唄えば                                | Окэсэ утаэба                                     | Song of Sado                                    | Кадзуо Мори                                 | Сэнтаро                                     |
| 1961                                        | «Перевал Великого Будды: Последняя глава»                       | 大菩薩峠 完結篇                             | Дайбосацу то:гэ: канкэцу-хэн                     | Satan's Sword 3: The Final Chapter              | Кадзуо Мори                                 | Рюноскэ Цукуэ                               |
| 1961                                        | «Код игрока»                                                    | 沓掛時次郎                                  | Куцукакэ токидзиро:                              | The Gambler's Code                              | Кадзуо Икэхиро                              | Куцукакэ Токидзиро                          |
| 1961                                        | «Заморское путешествие Мито Комон»                              | 水戸黄門海を渡る                            | Мито Комон уми о ватару                          | Mito Komon's Voyage to Ezo                      | Кунио Ватанабэ                              | Сукэ-сан                                    |
| 1961                                        | «Гимпэй из Коина»                                               | 鯉名の銀平                                  | Коина-но Гимпэй                                  | Ginpei from Koina                               | Токудзо Танака                              | Гимпэй                                      |
| 1961                                        | «Новая повесть о Гэндзи»                                        | 新源氏物語                                  | Син Гэндзи моногатари                            | New Tale of Genji                               | Кадзуо Мори                                 | Гэндзи                                      |
| 1961                                        | «Будда»                                                         | 釈迦                                        | Сака                                             | The Life of Budda                               | Кэндзи Мисуми                               | Принц Кунара                                |
| 1961                                        | «Призрачный самурай»                                            | かげろう侍                                  | Кагэро: самурай                                  | The Phantom Samurai                             | Кадзуо Икэхиро                              | Ядзуро Кита                                 |
| 1961                                        | «Воспитание старшего брата»                                     | 花の兄弟                                    | Хана-но кёдай                                    | Flower Brothers                                 | Кадзуо Икэхиро                              | Итиносин Аояма                              |
| 1962                                        | «Актриса и трое мошенников»                                     | 女と三悪人                                  | Онна то сан акунин                               | The Actress and the Three Rascals               | Умэцугу Иноуэ                               | Ёсиноскэ                                    |
| 1962                                        | «Жена без родословной»                                          | 婦系図                                      | Оннакэйдзу                                       | Her Hidden Past                                 | Кэндзи Мисуми                               | Тикара Хаясэ                                |
| 1962                                        | «Нарушенный завет»                                              | 破戒                                        | Хакай                                            | The Outcast                                     | Кон Итикава                                 | Усимацу Сэгава                              |
| 1962                                        | «Песня о дружбе: Лучшая в Японии»                               | 仲よし音頭 日本一だよ                       | Накаёси ондо ниппон ити даё                      |                                                 | Ёсио Иноуэ                                  | играет самого себя                          |
| 1962                                        | «В кольце гор» («В семи милях от Накаяма»)                      | 中山七里                                    | Накаяма ситири                                   | In A Ring Of Mountains                          | Кадзуо Икэхиро                              | Масакити                                    |
| 1962                                        | «Сын судьбы»                                                    | 斬る                                        | Киру                                             | Destiny's Son                                   | Кэндзи Мисуми                               | Синго Такакура                              |
| 1962                                        | «170 ри до Эдо»                                                 | 江戸へ百七十里                              | Эдо э хякунанадзюури                             | 170 Ri to Edo                                   | Кадзуо Мори                                 | Хейма Хасэбэ                                |
| 1962                                        | «47 ронинов с длинными мечами»                                  | 長脇差忠臣蔵                                | Нагадосу тюсингура                               | 47 Ronin with Long Swords                       | Кунио Ватанабэ                              | Кисабуро Хориноути                          |
| 1962                                        | «Ставка на меч»                                                 | 剣に賭ける                                  | Кэн ни какэру                                    | Betting on the Sword                            | Токудзо Танака                              | Сусаку Тиба                                 |
| 1962                                        | «Мастер меча»                                                   | 殺陣師段平                                  | Татэси дампэй                                    | The Fencing Master                              | Сюнкай Мидзухо                              | Содзиро Савада                              |
| 1962                                        | «Великая стена» («Великая династия Цинь»)                       | 秦・始皇帝                                  | Син сико:тэй                                     | The Great Wall                                  | Сигэо Танака                                | Чин Ко                                      |
| 1962                                        | «Ниндзя» («Банда убийц»)                                        | 忍びの者                                    | Синоби-но моно                                   | Band of Assassins                               | Сацуо Ямамото                               | Гоэмон Исикава                              |
| 1962                                        | «Весёлый лорд»                                                  | 陽気な殿様                                  | Ё:ки на тоно-сама                                | The Cheerful Lord                               | Кадзуо Мори                                 | Дзюнноскэ Сакакибара                        |
| 1963                                        | «Хроники Синсэнгуми»                                            | 新選組始末記                                | Синсэнгуми симацуки                              | Shinsengumi Chronicles                          | Кэндзи Мисуми                               | Сусуму Ямадзаки                             |
| 1963                                        | «Месть актёра»                                                  | 雪之丞変化                                  | Юкинодзё хэнгэ                                   | An Actor's Revenge                              | Кон Итикава                                 | Хирутаро                                    |
| 1963                                        | «Разрезанная тень»                                              | 影を斬る                                    | Кагэ о киру                                      | Cut the Shadow                                  | Кадзуо Икэхиро                              | Наото Ии                                    |
| 1963                                        | «Третья тень»                                                   | 第三の影武者                                | Дайсан-но кагэмуся                               | The Third Shadow                                | Умэцугу Иноуэ                               | Кёноскэ Ниномия                             |
| 1963                                        | «Самурай никогда не лжёт» («Смерть от меча»)                    | 手討                                        | Тэути                                            | A Samurai Never Tells a Lie / Death by Sword    | Токудзо Танака                              | Харима Аояма                                |
| 1963                                        | «Запутанное путешествие Дзиротё»                                | てんやわんや次郎長道中                      | Тэн’я ван’я Дзиротё до:тю:                       | The Confusing Journey of Jirocho                | Кадзуо Мори                                 | Дзиротё                                     |
| 1963                                        | «Ниндзя 2» («Банда убийц 2»)                                    | 続・忍びの者                                | Дзоку синоби-но моно                             | Ninja 2 / Band of Assassins 2                   | Сацуо Ямамото                               | Гоэмон Исикава                              |
| 1963                                        | «Таинственный монах»                                            | 妖僧                                        | Ёсо:                                             | Bronze Magician                                 | Тэйноскэ Кинугаса                           | Докё                                        |
| 1963                                        | «Нэмури Кёсиро: Китайский нефрит»                               | 眠狂四郎殺法帖                              | Нэмури кёсиро: саппо:тё                          | Sleepy Eyes of Death: The Chinese Jade          | Токудзо Танака                              | Кёсиро Нэмури                               |
| 1963                                        | «Ниндзя 3»                                                      | 新・忍びの者                                | Син синоби-но моно                               | Goemon Will Never Die                           | Кадзуо Мори                                 | Гоэмон Исикава                              |
| 1964                                        | «Нэмури Кёсиро 2: Поединок»                                     | 眠狂四郎勝負                                | Нэмури кёсиро: сёбу                              | Sleepy Eyes of Death: Sword of Adventure        | Кэндзи Мисуми                               | Кёсиро Нэмури                               |
| 1964                                        | «Меч»                                                           | 剣                                          | Кэн                                              | Sword                                           | Кэндзи Мисуми                               | Дзиро Кокубан                               |
| 1964                                        | «Человек, пропавший вчера»                                      | 昨日消えた男                                | Кино киэта отоко                                 | The Man Who Disappeared Yesterday               | Кадзуо Мори                                 | сёгун Ёсимунэ                               |
| 1964                                        | «Нэмури Кёсиро 3: Убийство полного круга»                       | 眠狂四郎円月斬り                            | Нэмури кёсиро: энгэцугири                        | Sleepy Eyes of Death: Full Circle Killing       | Кимиёси Ясуда                               | Кёсиро Нэмури                               |
| 1964                                        | «Ниндзя 4»                                                      | 忍びの者 霧隠才蔵                           | Синоби-но моно киригакурэ сайдзо                 | Shinobi No Mono 4: Siege                        | Токудзо Танака                              | Сайдзо Киригакурэ                           |
| 1964                                        | «Бездомный скиталец»                                            | 無宿者                                      | Мусуку моно                                      | On the Road Forever / Homeless Drifter          | Кэндзи Мисуми                               | Иппонмацу                                   |
| 1964                                        | «Нэмури Кёсиро 4: Меч соблазна»                                 | 眠狂四郎女妖剣                              | Нэмури кёсиро дзёёкэн                            | Sleepy Eyes of Death: Sword of Seduction        | Кадзуо Икэхиро                              | Кёсиро Нэмури                               |
| 1964                                        | «Азартный самурай»                                              | 博徒ざむらい                                | Бакуто дзамурай                                  | The Gambling Samurai                            | Кадзуо Мори                                 | Сэнноскэ Ютэн                               |
| 1964                                        | «Ниндзя 5»                                                      | 忍びの者 続・霧隠才蔵                       | Синоби-но моно дзоку киригакурэ сайдзо           | Shinobi No Mono 5: Return of Saizo of the Mist  | Кадзуо Икэхиро                              | Сайдзо Киригакурэ                           |
| 1965                                        | «Нэмури Кёсиро 5: Меч огня»                                     | 眠狂四郎炎情剣                              | Нэмури кёсиро: эндзёкэн                          | Sleepy Eyes of Death: Sword of Fire             | Кэндзи Мисуми                               | Кёсиро Нэмури                               |
| 1965                                        | «Кровавый сюрикэн»                                              | 赤い手裏剣                                  | Акай сюрикэн                                     | Bloody Shuriken                                 | Токудзо Танака                              | Синноскэ Ибуки                              |
| 1965                                        | «Молодой босс»                                                  | 若親分                                      | Вака оябун                                       | Young Boss                                      | Кадзуо Икэхиро                              | Такэси Нандзё                               |
| 1965                                        | «Нэмури Кёсиро 6: Меч сатаны»                                   | 眠狂四郎魔性剣                              | Нэмури кёсиро: масёкэн                           | Sleepy Eyes of Death: Sword of Satan            | Кимиёси Ясуда                               | Кёсиро Нэмури                               |
| 1965                                        | «Ниндзя 6»                                                      | 忍びの者 伊賀屋敷                           | Синоби-но моно ига-ясики                         | Shinobi No Mono 6: The Last Iga Spy             | Кадзуо Мори                                 | Сайдзо Кумогакурэ                           |
| 1965                                        | «Молодой босс 2: Освобождение из тюрьмы»                        | 若親分出獄                                  | Вака оябун сюцугоку                              | Young Boss: Prison Release                      | Кадзуо Икэхиро                              | Такэси Нандзё                               |
| 1965                                        | «Тэнгу с горы Курама»                                           | 新・鞍馬天狗                                | Син Курама Тэнгу                                 | New Tengu from Mount Kurama                     | Кимиёси Ясуда                               | Тэнгу                                       |
| 1965                                        | «Меч демона»                                                    | 剣鬼                                        | Кэн ки                                           | Sword Devil                                     | Кэндзи Мисуми                               | Ханпэй                                      |
| 1965                                        | «Тэнгу с горы Курама. Часть 2: Поединок в Годзёдзака»           | 新・鞍馬天狗 五條坂の決闘                   | Син Курама Тэнгу годзёдзака-но кэтто             |                                                 | Ёсиюки Курода                               | Тэнгу / Курата                              |
| 1966                                        | «Молодой босс 3: Приглашение к бою»                             | 若親分喧嘩状                                | Вака оябун кэнка-дзё                             | Young Boss: Invitation to Fight                 | Кадзуо Икэхиро                              | Такэси Нандзё                               |
| 1966                                        | «Ниндзя 7»                                                      | 忍びの者 新・霧隠才蔵                       | Синоби-но моно: син Киригакурэ Сайдзо            | Band of Assassins: New Saizo Kirigakure         | Кадзуо Мори                                 | Сайдзо Киригакурэ                           |
| 1966                                        | «Нэмури Кёсиро 7: Принцесса в маске»                            | 眠狂四郎多情剣                              | Нэмури Кёсиро: тадзёкэн                          | Sleepy Eyes of Death: The Mask of the Princess  | Акира Иноуэ                                 | Кёсиро Нэмури                               |
| 1966                                        | «Молодой босс 4: Преодоление трудностей»                        | 若親分乗り込む                              | Вака оябун норикому                              | Young Boss: Overcoming Adversity                | Акира Иноуэ                                 | Такэси Нандзё                               |
| 1966                                        | «Разведшкола Накано» («Школа разведчиков в Накано»)             | 陸軍中野学校                                | Рикугун накано гакко                             | The School of Spies                             | Ясудзо Масумура                             | Дзиро Миёси                                 |
| 1966                                        | «Великое убийство предателя»                                    | 大殺陣 雄呂血                               | Дайсацудзин ороти                                | The Betrayal                                    | Токудзо Танака                              | Камусэ Такума                               |
| 1966                                        | «Молодой босс 5: Морской дух»                                   | 若親分あばれ飛車                            | Вака оябун абарэ-бися                            | The Young Boss and the Navy Spirit              | Сигэо Танака                                | Такэси Нандзё                               |
| 1966                                        | «Разведшкола Накано: Задание "Облако № 1"»                      | 陸軍中野学校 雲一号指令                     | Рикугун Накано гакко кумойтиго: сирэй            | Nakano Army School: Assignment Cloud            | Кадзуо Мори                                 | Дзиро Сиина                                 |
| 1966                                        | «Нэмури Кёсиро 8: Меч, спасший Эдо»                             | 眠狂四郎無頼剣                              | Нэмури Кёсиро бурайкэн                           | Sleepy Eyes of Death: Sword of Villainy         | Кэндзи Мисуми                               | Кёсиро Нэмури                               |
| 1966                                        | «Ниндзя 8»                                                      | 新書・忍びの者                              | Синсё синоби-но моно                             | The Three Enemies                               | Кадзуо Икэхиро                              | Кодзиро Касуми                              |
| 1967                                        | «Разведшкола Накано 3: Директива Дракона»                       | 陸軍中野学校 竜三号指令                     | Рикугун Накано гакко рю-санго сирэй              | Nakano Army School: Dragon #3 Directive         | Токудзо Танака                              | Дзиро Сиина                                 |
| 1967                                        | «Молодой босс 6»                                                | 若親分を消せ                                | Вака оябун о кэсэ                                | Exterminate the Young Boss!                     | Кэйдзо Наканиси                             | '                                           |
| 1967                                        | «Обыкновенный убийца»                                           | ある殺し屋                                  | Ару короси я                                     | A Certain Killer                                | Кадзуо Мори                                 | Сиодзава                                    |
| 1967                                        | «Разведшкола Накано 4: Секретная миссия»                        | 陸軍中野学校 密命                           | Рикугун Накано гакко мицумэй                     | Nakano Army School: Top Secret Command          | Акира Иноуэ                                 | Дзиро Сиина                                 |
| 1967                                        | «Нэмури Кёсиро 9: Тропа, полная ловушек»                        | 眠狂四郎無頼控 魔性の肌                     | Нэмури Кёсиро бурай-хикаэ масё-но хада           | Sleepy Eyes of Death: A Trail of Traps          | Кадзуо Икэхиро                              | Кёсиро Нэмури                               |
| 1967                                        | «Молодой босс 7: Беглец»                                        | 若親分兇状旅                                | Вака оябун кёдзё таби                            | Young Boss, Fugitive                            | Кадзуо Мори                                 | Такэси Нандзё                               |
| 1967                                        | «Жена Сэйсю Ханаока»                                            | 華岡青洲の妻                                | Ханаока сэйсю-но цума                            | The Wife of Seishu Hanaoka                      | Ясудзо Масумура                             | Hanaoka                                     |
| 1967                                        | «Ключ убийцы»                                                   | ある殺し屋の鍵                              | Ару коросия-но каги                              | A Killer's Key                                  | Кадзуо Мори                                 | Нитта                                       |
| 1967                                        | «Молодой босс 8: Плоть лидера»                                  | 若親分千両肌                                | Вака оябун сэнрю-хада                            | Young Boss: Leader’s Flesh                      | Кадзуо Икэхиро                              | Такэси Нандзё                               |
| 1968                                        | «Нэмури Кёсиро 10: Самурай по имени Нэмури»                     | 眠狂四郎女地獄                              | Нэмури Кёсиро онна дзигоку                       | Sleepy Eyes of Death: Hell Is a Woman           | Токудзо Танака                              | Кёсиро Нэмури                               |
| 1968                                        | «Разведшкола Накано 5: Война началась вчера вечером»            | 陸軍中野学校 開戦前夜                       | Рикугун Накано гакко кайсэн дзэн’я               | Nakano Army School: War Broke Out Last Night    | Акира Иноуэ                                 | Дзиро Сиина                                 |
| 1968                                        | «Исадзо – одинокий странник»                                    | ひとり狼                                    | Хитори оками                                     | The Lone Stalker                                | Кадзуо Икэхиро                              | Исадзо                                      |
| 1968                                        | «Нэмури Кёсиро 11: Человек-тарантул»                            | 眠狂四郎人肌蜘蛛                            | Нэмури Кёсиро хитохада гумо                      | Sleepy Eyes of Death: In the Spider's Lair      | Кимиёси Ясуда                               | Кёсиро Нэмури                               |
| 1969                                        | «Нэмури Кёсиро 12: Дворцовый зверинец»                          | 眠狂四郎悪女狩り                            | Нэмури Кёсиро акудзё-гари                        | Sleepy Eyes of Death: Castle Menagerie          | Кадзуо Икэхиро                              | Кёсиро Нэмури                               |
| 1969                                        | «Судьба игрока»                                                 | 博徒一代 血祭り不動                         | Бакуто итидай тимацури фудо                      | Gambler's Life: Unstoppable Bloodbath           | Кимиёси Ясуда                               | Дзёкити                                     |

## Комментарии
1. ↑  Викистраницы об этом актёре на других языках озаглавлены его именем как актёра кабуки Итикава Райдзо VIII, однако как актёр кабуки он не состоялся, практически сразу уйдя с театральных подмостков, а всему миру он известен прежде всего как киноактёр под именем Райдзо Итикава